# اودولونژ
اودولونژ (به فرانسوی: Audelange) یک کمون در فرانسه است که در canton of Rochefort-sur-Nenon واقع شده‌است. اودولونژ ۴٫۶۴ کیلومتر مربع مساحت دارد.